# 遠洋帶

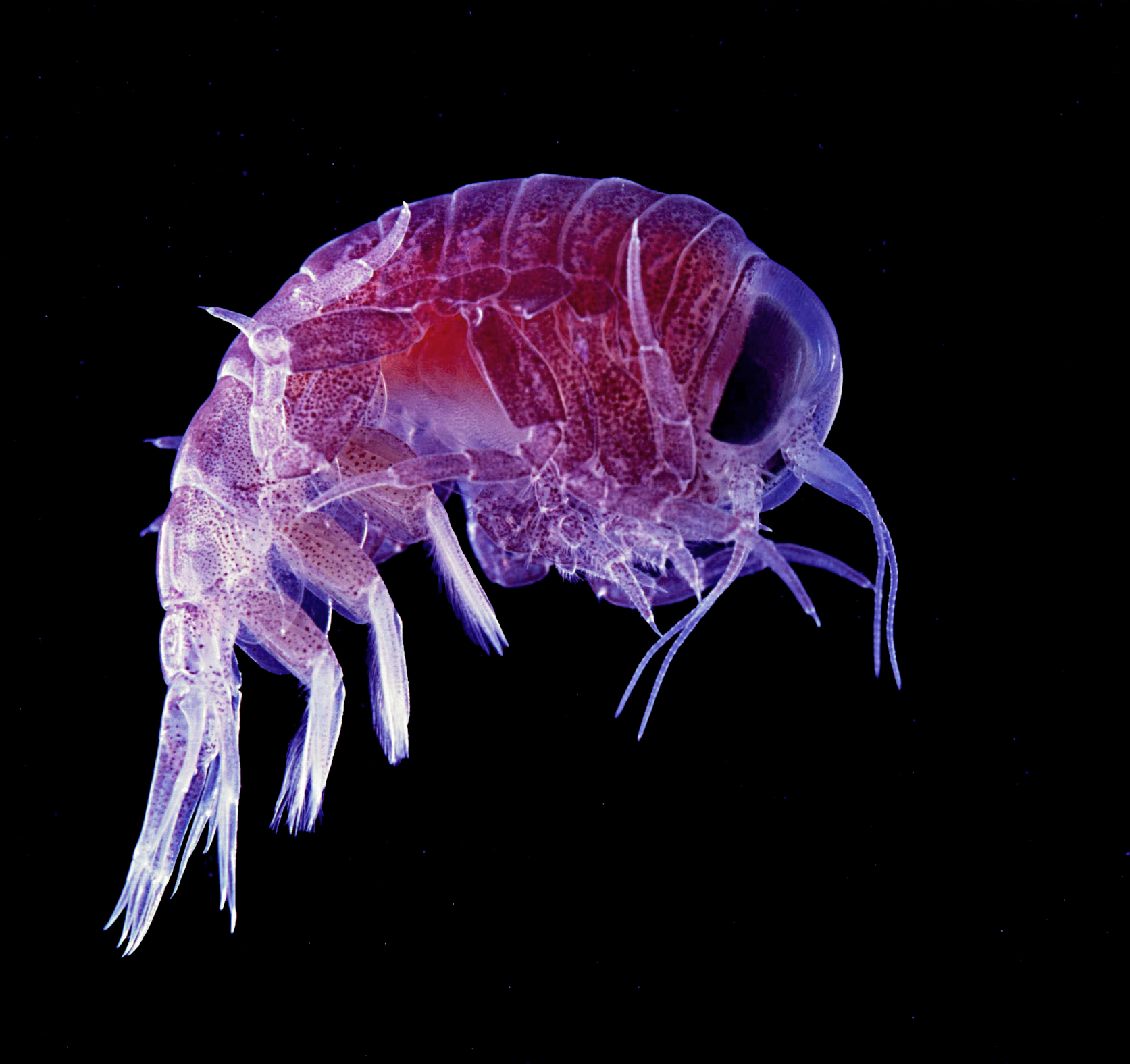
端足目（Amphipoda） (Hyperia macrocephala)

遠洋帶指海洋中远离陸地的開放水域。它指从水域中心起向靠岸方向直至有根水生植物可生存区域。当其深度为0－200m是称之为透光帶，其下为不透光帶。
遠洋帶同海底生物界一样，可被分为富氧区（即生成的氧氣量多於消耗）和缺氧区（即氧气的消耗量占上风），而其交界的区域被称为为平衡层。
在遠洋帶栖息的有机体被称为自由生物或浮游生物。